# Fourchette à fondue

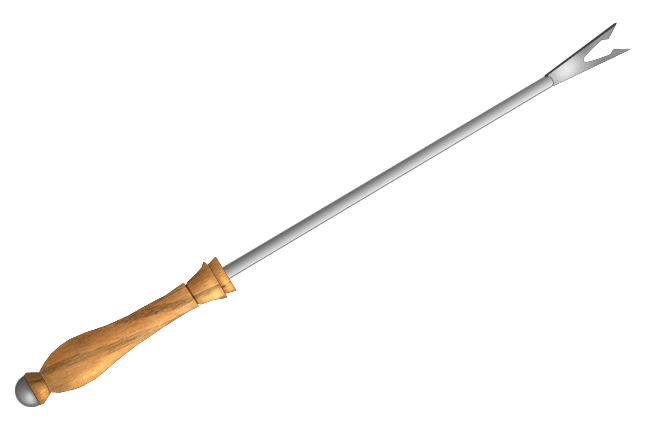
Une fourchette à fondue à deux dents.

La fourchette à fondue est un type de fourchette dont la forme est adaptée à la consommation de fondue.
Cette longue fourchette peut comporter deux dents dans le cas des fondues bourguignonne, bressane ou chinoise, ou trois dents dans le cas de la fondue au fromage. Elle sert à piquer un aliment solide, tel du pain dans le cas de la fondue au fromage, ou un morceau de viande dans le cas d'une fondue bourguignonne, et à le tremper. Son manche, généralement rond, permet de faire tourner la fourchette sur elle-même afin, par exemple, d'enrouler le fil de fromage fondu autour du morceau de pain piqué dans le cas de la fondue au fromage.
Cet ustensile fait partie du service à fondue, soit un ensemble d'accessoires et d'ustensiles permettant de préparer et de servir la fondue.